# Château de Reyniès
Pour les articles homonymes, voir Reyniès (homonymie).
Le château de Reyniès ou Rayniès ou Ragnès, est un château situé dans la commune Lavaur dans le département du Tarn, en France et inscrit aux monuments historiques depuis le 27 mai 1993.

## Historique
La seigneurie de Reyniès appartient depuis plusieurs siècles à la famille Régnier. Entre 1695 et 1706, un conflit d'intérêts opposa la famille Régnier aux consuls de Lavaur à propos de l'achat de terrains. Il est réglé au tribunal de Montauban. C'est après cet incident que sera construit le château actuel. Passé entre plusieurs mains entre les XIXe siècle et XXe siècle, il finit en 1984, dans la maille actuelle, soucieuse de restaurer son âge d'or. 
Selon, les sources de la base Mérimée, base de données des monuments historiques, la propriété est achetée par l'évêché de Lavaur dans le but d'y établir une résidence d'été des évêques. Le château est construit à la place de la grosse maison et une chapelle lui est adjointe. Philippe Cros conteste cette théorie. Les documents qu'il a consultés attestent de la propriété des Régnier sur le site en continu jusqu'au XIXe siècle. Il attribue cette histoire au fait que le grand vicaire de Lavaur aurait fait un long séjour dans la maison.

## Description
Le château est de forme rectangulaire, orienté est-ouest de plain-pied, la partie orientale présentant une excroissance d'un étage. (des traces sur l'autre extrémité tendent à prouver qu'une autre excroissance symétrique était prévue, voire démolie) Il est de architecture classique. Deux corniches, une sous l'appui des fenêtres et une sous le toit encerclent le bâtiment. Côté ouest, un petit retour abrite une chapelle à deux travées.
L'accès se fait par deux portes qui se font face à face, côtés cour et jardin, au sommet de perrons. Dans la pièce principale, un plafond à la française et une belle cheminée trônent.